# Rocío Dúrcal
María de los Ángeles de las Heras Ortiz (Madrid, 1944. október 4. – Madrid, 2006. március 25.), ismertebb nevén Rocío Dúrcal egy spanyol énekesnő, színésznő. Zenei pályafutása alatt mintegy 50 millió lemezt adtak el. Ismert volt popzenei, bolero, ranchera és romantikus ballada dalokkal. Az egyik legnagyobb sikert elérő énekesnő volt spanyol nyelvterületen, Latin-Amerikában és Mexikóban különösen népszerű énekesnő volt. Ranchera dalokban elért sikere miatt a Rancherák Királynője (Reina de las Rancheras) becenevet kapta.

## Karrierje
Dúrcal művészi karrierje már gyerekként kezdődött, amikor apai nagyapja támogatásával különböző rádiós zenei versenyeken és fesztiválokon vett részt. 1959-ben a szülei beleegyezésével szerepelt a televízió Primer Aplauso műsorában, a "La sombra vendo" című népdalt adta elő a műsorban. Luis Sanz impresszárió látta Dúrcal éneklését, akit lenyűgözött a lány tehetsége. Az impresszárió felkereste a családot és a szüleivel folytatott beszélgetés után a szülők 1 hét után beleegyeztek, hogy a lányuk a művészi pálya felé forduljon.
Sanz figyelt arra, hogy a lány a művészi tanulmányai mellett be tudja fejezni a középiskolát is. Sanz azt is elintézte hogy a lány a kor hírességeinek különböző társasági eseményein felléphessen. Ebben az időben kötött szoros barátságot későbbi pályatársaival és kortársaival Rocío Juradóval és Raphaellel.
Mivel valódi nevét nehéz volt megjegyezni, ezért Sanz a Rocío nevet találta ki a lánynak, vezetéknévnek pedig a Dúrcal nevű települést, így lett Rocío Dúrcal a művészneve.

### Színésznőként
Az első filmje az 1962-es Canción de Juventud című ifjúsági zenés film volt, Luis Lucia rendezésében. A filmben egy kamasz árva lányt alakított a saját nevével. A filmből a "Volver a verte" dala vált ismertté. A film hatalmas siker lett spanyol nyelvterületen. Az 1963-as Rocío De La Mancha című filmben szintén árva lányt alakított és újabb sikert hozott. A Phonogram kiadóval kötött szerződés után, elkészült első film betétdalokból álló válogatáslemeze.
Dúrcal harmadik filmje, az 1964-es  Tengo 17 años (17 éves vagyok) volt, amelyben az akkor a valóságban már 20 éves művésznő felszámolta a "gyereksztári" imázsát. Ekkoriban Marisol volt a Franco-rendszer másik filmes "csodagyereke", viszont Dúrcal 4 évvel volt idősebb Marisolnál, így a Franco-rendszer által elvárt "gyermeki arcot" Marisollal ellentétben vele nem tudták megtestesíteni, így ennek a súlya is lekerült a művésznőről.
1965-ben szerepelt Más bonita que ninguna című filmben, aminek a dalait a Los Brincos együttes írta, 1966-ban az  Acompáñame című film főszereplője volt Enrique Guzmán mellett.
1967-es Amor en el Aire című film főszereplője volt Palito Ortega mellett.

### Énekesnőként
1970-ben Dúrcal férjhez ment a filippínó származású Antonio Moraleszhez, művésznevén Júnior énekeshez, aki kézbe vette felesége énekesi karrierjét. 1972-től Antonio Morales számos spanyol és latin-amerikai televíziós műsorban énekelt duetteket a feleségével.
1977-ben Dúrcal szerződést kötött Ariola Eurodisc lemezkiadóval és a zenei karrierjének szentelte innentől az életét, amiben Camilo Sesto ekkor már híres, népszerű énekes-dalszerző segített neki.  Az énekesnő ebben az évben Mexikóban is járt, ahol találkozott Juan Gabriel ranchera énekessel, akivel első közös lemezét készítette el amin ranchera dalokat adott elő. Az első lemeznek olyan sikere, hogy összesen 5 lemez készült Dúrcallal amin ranchera dalokat énekelt 1981-ig.
1981-ben jelent meg Confidencias / La Gata albuma, amiről a "La gata bajo la lluvia" című romantikus balladája vált ismertté. Az album Mexikóban platina, Spanyolországban és Venezuelában  aranylemez lett. 1984-ben kiadta a  Canta A Juan Gabriel Volumen 6 lemezét, amely Mexikóban az egyik legjobb eladásokkal rendelkező lemez volt abban az évben, emiatt pedig megkapta az első Grammy-díját az énekesnő.
Ám ekkor az énekesnő és Juan Gabriel közti közös munka megszakadt, ugyanis Juan Gabrielnek problémái voltak a lemezkiadóval. Így Dúrcal további lemezeit Marco Antonio Solis mexikói énekes-dalszerző és Rafael Pérez Botija gondozásában adta ki. Az 1988-as Como Tu Mujer lemezét Marco Antonio Solis producersége alatt adta ki. A lemez legismertebb dala, a címadó dal hatalmas siker lett Latin-Amerikában: Panamában a lista első helyén; Mexikóban és Kolumbiában a második helyre, Peruban a harmadik helyre került fel. Az Egyesült Államokban a Billboard Hot Latin Songs slágerlista első helyére került fel, amit 10 héten át vezetett. A lemez Mexikóban kétszeres platinalemez, USÁ-ban platinalemez, Spanyolországban, Argentínában, Kolumbiában, Venezuelában és Chilében aranylemezt kapott.
1989-ben Dúrcal Las Vegasban koncertezett. Mexikóban "TV y Novelas"-díjat nyert legjobb női előadó kategóriában. 1990-ben a Si te pudiera mentir lemeze újabb sikert hozott az énekesnőnek: kétszeres platinalemez Mexikóban és aranylemez Spanyolországban.
1992-ban adta ki El Concierto... En Vivo koncertlemezét, ami Mexikóban platinalemezt kapott. A koncert tartalmazza Juan Gabriellel készült ranchera stílusú Fue un placer conocerte című duettet is, amely az énekesnő egyik legismertebb dalává vált.  1993-ban Desaires lemezen Joan Sebastian mexikói énekes írta a dalokat, 1995-ben Hay Amores y Amores lemezét Grammy-díjra jelölték. Ez utóbbi két album is rendkívüli siker volt Mexikóban: több platinalemezt kapott valamint az Egyesült Államok hispán közösségében is rendkívül népszerűvé vált és hazájában is aranylemezeket kaptak az albumok.

## Diszkográfia
Sablon:Div col
Philips-Phonogram
- 1962: Canción de Juventud
- 1963: Rocío de la Mancha
- 1963: Las Películas de Rocío Dúrcal
- 1964: La Chica del Trébol / La Cenicienta Del Barrio
- 1964: Rocío, Canta Flamenco (EP)
- 1964: Tengo 17 Años
- 1964: Villancicos de Rocío (EP)
- 1964: Villancicos con Rocío Dúrcal (EP)
- 1965: Más Bonita Que Ninguna
- 1966: Acompáñame
- 1967: Buenos Días, Condesita
- 1967: Amor En El Aire
- 1968: Cristina Guzmán
- 1970: Las Leandras
- 1972: La Novicia Rebelde / La Novicia Soñadora

Ariola Eurodisc
- 1977: Una Vez Más (Pronto)
- 1977: Canta a Juan Gabriel Volumen I (Pronto)
- 1978: Canta a Juan Gabriel Volumen II (Pronto)
- 1979: Súper Éxitos De Juan Gabriel (Canta a Juan Gabriel Volumen III) (Pronto)
- 1980: Canta con Mariachi Volumen IV (Producida por Juan Gabriel) (Pronto)
- 1981: Canta a Juan Gabriel Volumen V (Cuando Decidas Volver) (Pronto)
- 1981: Confidencias / La Gata (Pronto)
- 1982: Canta Lo Romántico De Juan Gabriel (Boleros)  (Pronto)
- 1983: Entre Tú y Yo (Ariola)
- 1984: Canta A Juan Gabriel Volumen 6 (Jardin De Rosas)  (Ariola)
- 1986: Siempre (Ariola)
- 1987: Canta 11 Grandes Éxitos De Juan Gabriel (Ariola)
- 1988: Como Tu Mujer (Ariola)
- 1990: Si Te Pudiera Mentir (Ariola)
- 1992: El Concierto... En Vivo (Ariola)
- 1992: Mis mejores canciones
- 1993: Desaires (Ariola/BMG)
- 1995: Hay Amores Y Amores (Ariola/BMG)

BMG
- 1997: Juntos Otra Vez (con Juan Gabriel)
- 1999: Para Toda La Vida
- 2000: Caricias
- 2001: Entre Tangos Y Mariachi
- 2002: En Concierto... Inolvidable
- 2002: Todo Éxitos
- 2003: Caramelito
- 2004: Alma Ranchera
- 2004: Su Historia y Exitos Musicales Volumen 1
- 2004: Su Historia y Exitos Musicales Volumen 2
- 2004: Su Historia y Exitos Musicales Volumen 3
- 2005: Lo Esencial

Sony BMG
- 2005: Me Gustas Mucho
- 2006: Amor Eterno
- 2007: Rocío Dúrcal Canta a México
- 2009: El Concierto ... En Vivo
- 2009: Duetos
- 2010: Mis favoritas
- 2012: Como dos gotas de agua
- 2012: Canciones de amor
- 2012: Eternamente

Sablon:Div col end